# Malvasia di Lipari
La  malvasia di Lipari  est un cépage italien de raisins blancs de la grande famille de Malvasia. 

## Origine et répartition géographique
Elle provient du nord de l’Italie. D'origine probable grecque, elle est classée recommandée ou autorisée sur l'île de Sicile. Elle est recommandée dans la Messine.  Elle est présente uniquement sur les îles Salina et Stromboli, qui font partie des îles Éoliennes
Elle est classée cépage principal dans la DOC malvasia delle Lipari. En 1998, elle couvrait 104 ha.

## Caractères ampélographiques
- Extrémité du jeune rameau duveteux, blanc  à liseré carminé.
- Jeunes feuilles faiblement aranéeuses, vert jaunâtre.
- Feuilles adultes, à 5 lobes avec des sinus supérieurs profonds, un sinus pétiolaire en U, des dents anguleuses, étroites, un limbe glabre.

## Aptitudes culturales
La maturité est de troisième époque: 30 jours après le chasselas.

## Potentiel technologique
Les grappes sont moyennes à grandes et les baies sont de taille petite à moyenne. La grappe est cylindro-conique, moyennement compacte. La chair est juteuse et d'une saveur aromatique. Le cépage est de bonne vigueur mais la production est peu constante. Le cépage produit des excellents vins de dessert.

## Synonymes
La  malvasia di Lipari est connue sous le nom de malvoisie de Lipari